# 中国人民解放军武汉军区空军
中国人民解放军武汉军区空军，机关驻地湖北省武汉市，是中国人民解放军空军驻中国人民解放军武汉军区的战役军团，归中国人民解放军空军建制，受中国人民解放军空军、中国人民解放军武汉军区双重领导。领导和指挥驻湖北省、河南省空军部队，主要担负本区国土防空和协同地面部队作战等任务。

## 沿革
1950年9月20日，中央军委批准，以中国人民解放军西南军区司令部航空处为基础，成立中国人民解放军西南军区空军司令部。1950年9月22日在重庆成立。1950年11月28日，移驻成都。归中国人民解放军空军建制，受中国人民解放军空军、中国人民解放军西南军区双重领导。机关设有司令部、政治部、后勤部、工程部、干部管理部。西南军区空军机关成立后，接收并领导原由中国人民解放军西南军区领导的成都航空机械预科总队，组建了中国人民解放军空军第一个运输航空兵团、第一个运输航空兵师等。1954年5月15日，改称中国人民解放军西南军区空军部。
1955年5月6日，中华人民共和国国防部命令，西南军区空军司令部移驻武汉，改称中国人民解放军武汉军区空军司令部。1955年7月1日，机关由西南军区空军机关与空军广州指挥所合并组成并且开始办公，设有司令部、政治部、干部部、工程部、后方勤务部、财务处、军法处、直属政治部。1958年8月22日，改称中国人民解放军武汉军区空军。1970年2月，武汉军区空军机关整编为司令部、政治部、后勤部。1976年2月，增设航空工程部。1985年9月，武汉军区空军分别同广州军区空军、济南军区空军合并，整编为广州军区空军、济南军区空军。武汉军区空军机关整编为军级指挥所中国人民解放军空军武汉指挥所，归广州军区空军建制。撤销武汉军区空军番号。
武汉军区空军成立之后，原中南军区空军下辖的湖北省、河南省空军部队划归武汉军区空军建制。1957年8月，驻武汉地区的中国人民解放军防空军高射炮兵、雷达兵部队划归武汉军区空军建制。1961年6月，中国人民解放军空降兵部队划归武汉军区空军建制。1975年2月，武汉军区空军辖区空军院校，从空军直属改归武汉军区空军建制。武汉军区空军经30多年发展，成为包括航空兵、高射炮兵、地空导弹兵、空降兵、雷达兵、通信兵及其他专业兵的合成军队。1985年9月，武汉军区空军驻湖北省部队划归广州军区空军建制，驻河南省部队划归济南军区空军建制。
武汉军区空军担负区内防空作战任务，部分部队曾支援地面部队进军西藏、配合地面部队剿匪、支援东南沿海地区作战、核武器试验等。1950年4月至1952年11月，西南军区空军部队在康藏高原开辟25条空中航线，向康定、甘孜、昌都、太昭等地中国人民解放军进藏部队空投物资，支援了地面部队进军西藏的行动。1952年7月至8月，配合陆军部队在川西黑水地区剿匪。1952年12月至1953年7月，配合陆军部队在甘肃南部地区剿匪。1956年5月26日，空军第十三师韩琳机组成功试航西藏当雄机场，开辟了北京－西宁－拉萨航线。1964年10月16日，空军第十三师郭洪礼机组完成了原子弹爆炸烟云取样任务。武汉军区空军部队还先后参加过抗洪抢险、抗震救灾、飞播造林、人工增雨、航空物探等。

## 历任领导
| 司令员 - 傅传作 少将（1950年9月－1955年5月，西南军区空军司令员；1955年5月－1973年5月） - 刘存信（1974年2月－1975年6月） - 李永泰（1975年7月－1982年11月） - 武继元（1983年5月－1985年8月） 副司令员 - 王德贵 少将（1956年－？） - 蔡永 少将（1956年－1957年） - 刘丰 少将（1957年6月－1967年7月） - 方槐（？－？） - 李盛才（？－？） - 黄径琛（？－？） - 方铭（1970年4月－？） - 熊子丹（1974年1月－1985年8月） - 肖健章（？－？） - 武长友（1978年1月－1985年8月） - 张瑞霭（1983年－1985年8月） …… | 政治委员 - 余非 少将（1950年9月－1955年5月，西南军区空军政治委员；1955年5月－1960年5月） - 龙道权 少将（1960年5月－1962年6月） - 肖前 少将（1962年6月－1978年1月） - 廖冠贤（1978年1月－1983年5月） - 康星火（1983年5月－1985年10月） 副政治委员 - 陈浩（？－？，西南军区空军、武汉军区空军副政治委员） - 肖前 少将（？－1962年6月，兼干部部部长） - 廖冠贤 少将（1962年3月－？） - 解长林（1969年－1971年） - 卫景濂（？－？） - 高德襄（？－？） - 李向民（？－？） …… 顾问 - 王德贵（？－？） - 高德襄（？－？） - 吴恺（？－？） - 贺威（？－？） |

| 参谋长 - 欧阳挺 大校（1950年11月－1955年5月，西南军区空军参谋长；1955年5月－1956年3月：1960年－1964年） - 刘鹤田 大校（1956年4月－1969年3月） - 刘尚华（？－？） - 王捷程（？－？） 副参谋长 - 刘尚华 大校（？－？） - 李盛才 大校（？－？） - 张以诚 大校（？－？） - 宋国英 大校（？－？） - 王文朋（？－？） - 苗冠生（？－？） - 张斌（？－？） - 郭超凡（？－？） - 吴昭文（？－？） - 郑长华（1976年5月－1983年） - 王捷程（？－？） - 张绪（？－1983年） - 郑宝森（？－1983年） - 靳钟（1982年－1983年） - 景学勤（1983年5月－1985年8月） …… | 政治部主任 - 夏屏西（1950年9月－？，西南军区空军政治部主任） - 陈浩（？－？，西南军区空军政治部主任） - 肖友明 少将（？－1964年3月20日） - 卫景濂 大校（？－？） - 车志英（？－1975年9月） - 齐安昌（1975年9月－？） - 魏国运 少将（？－1983年7月） 政治部副主任 - 张洪 大校（？－？） - 肖友明 大校（？－？） - 周山铎（？－？） - 李继章（？－？） - 刘德锐（？－？） - 刘文科（？－？） - 杨春晖（？－？） - 沙显明（？－？） …… |

| 后勤部部长 - 苗冠生 大校（？－？，西南军区空军、武汉军区空军后勤部部长） - 袁景墀（？－？） - 周作祯（？－1981年） - 刘洪德（1981年－？） | 后勤部政治委员 - 刘文科 大校（？－？） - 谭德吉（？－？） - 刘晓峰（？－？） - 周山铎（？－？） |

| 航空工程部部长 - 吴昭文 大校（1964年3月－1970年2月，工程部部长；1978年7月－1982年3月，航空工程部部长） | 军事训练部部长 - 王德贵 大校（？－？，副司令员兼） - 武继元 大校（？－？） 雷达兵部主任 - 郭超凡 大校（？－？） |

## 荣誉
曾被授予荣誉称号的单位有：
- 昆仑雄鹰：由空军授予[1]。
- 忠于职守勇于献身保证安全的模范机组：由空军授予[1]。
- 从严治军文明带兵特功八连：由空军授予[1]。

曾被授予荣誉称号的个人有：
- 学习雷锋的光荣标兵：朱伯儒。由中央军委授予[1]。
- 优秀女飞行员：诸惠芬。由空军授予[1]。
- 无私无畏的英雄：杨梓云。由空军授予[1]。
- 模范连长：林树奎。由空军授予[1]。
- 雷锋式的志愿兵：徐宏福。由空军授予[1]。